# León Argiro
León Argiro (en griego: Λέων Ἀργυρός) fue un general bizantino que sirvió en la primera mitad del siglo X en el reinado de los emperadores León VI el Sabio, Alejandro III, Constantino VII y Romano I. 

## Biografía

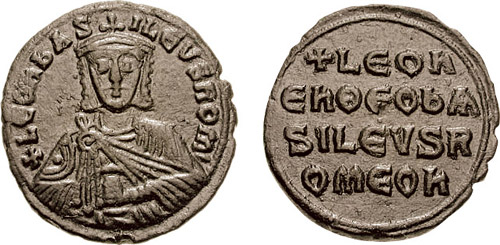
Follis de León VI el Sabio (r. 886-912)

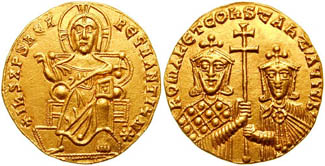
Sólido bizantino de Romano I (r. 920-944) y Constantino VII (r. 913-959)

León era el hijo del magíster Eustacio Argiro, drungario de la guardia durante el emperador León VI el Sabio (r. 886-912). En c. 910, León y su hermano Poto Argiro servían como manglabitas (cuerpo de escolta imperial) de León VI, cuando su padre fue envenenado después de caer bajo sospecha del emperador. Los hermanos llevaron el cuerpo de su padre al monasterio de Santa Isabel en el Thema Carsiano.
Tanto Poto y León continuaron la carrera militar. De acuerdo con Constantino VII (r. 913-959), ya en el año 911, León, se convirtió en gobernador militar (strategos) del thema de  Sebasteia, a pesar de su juventud, con el puesto de Protospatario. Ambos hermanos jugaron un papel destacado durante la regencia de la emperatriz Zoe Karbonopsina (r. 913-919). León y un hermano menor, Romano, participaron en la desastrosa campaña contra el Primer Imperio búlgaro, que terminó en la Batalla de Aqueloo el 20 de agosto de 917.
Durante el reinado de Romano I (r. 920-944), León alcanzó los altos cargos de patricio y magistros. En abril de 922, junto con su hermano Poto, que entonces era doméstico de las escolas, el rhaiktor Juan y el drungario de la flota imperial, Alejo Mosele, comandó al ejército que se enfrentó a una incursión búlgara al mando del kavkhan Menikos, que había llegado a las afueras de Constantinopla. Luego, la batalla de Pegai fue una dura derrota para los bizantinos, sin embargo, los dos argyroi lograron escapar a un fuerte cercano. En algún momento, León también sirvió como doméstico de las escolas, pero no está claro en qué fecha. Jean-François Vannier sugirió el período entre la batalla de Pegae y junio de 922, cuando Juan Curcuas ocupó el cargo, pero al parecer fue demasiado breve. Rodolphe Guilland también sugirió una corta posesión del cargo en algún momento antes de 922, o tal vez después de la caída de Romano Lecapeno en 944. Por otro lado, también es posible que los historiadores bizantinos confundieran a León con su hermano Poto.
León Argiro tuvo dos hijos, Mariano y Romano. Ambos firmes partidarios de Romano Lecapeno, que recibieron importantes dignidades cortesanas. Romano Argiro se casó con la hija del emperador, Ágata. A través de él, León Argiro llegó a ser probablemente el abuelo o bisabuelo del emperador Romano III (r. 1028-1034).